# موجه (مجموعه تلویزیونی)
موجه یا توجیه شده (به انگلیسی: Justified) مجموعه تلویزیونی درام جنایی آمریکایی است که در ۱۶ مارس ۲۰۱۰ در شبکه تلویزیونی اف‌ایکس به نمایش درآمد. این مجموعه تلویزیونی براساس یک داستان کوتاه و دو رمان نوشته المور لئونارد نویسنده آمریکایی ساخته شده است. اسم لئونارد در تمام قسمت‌ها به عنوان تهیه‌کننده در تیتراژ حاضر است و گسترش داستان برای اجرا در تلویزیون توسط گراهام یوست صورت گرفته است. تیموتی اولیفانت بازیگر نقش اصلی سریال هم به عنوان تهیه‌کننده اجرایی در اکثر قسمت‌های سریال حضور داشته است.
داستان اصلی این سریال در مورد مارشال ریلان گیونز است که به دلیل اعمال روش‌های غیرمعمول در اجرای قانون، از میامی فلوریدا به لگزینگتون کنتاکی تبعید می‌شود. لگزینگتون برای هر مارشال دیگری به غیر از ریلان جای مناسبی به نظر می‌رسد، اما هارلان شهر کوچکی در حومه لگزینگتون جایی است که ریلان به دنیا آمده و بزرگ شده است. مارشال گیونز بعد از سال‌ها دوری دوباره به هارلان برمی‌گردد و با گذشته‌اش و آدم‌های مربوط به آن یعنی پدر خلافکارش، همسر سابقش و دوست دوران کودکی و جوانی‌اش بوید کراودر، روبرو شود. او که سال‌ها از این گذشته و آدم‌ها فرار می‌کرده است، باید به عنوان مأمور قانون با آنها که اکثرشان خلافکاران محلی هستند، روبرو شود.